# Myxidium pulchrum
Myxidium pulchrum is een microscopische parasiet uit de familie Myxidiidae. Myxidium pulchrum werd in 1991 beschreven door Yurakhno. 